# Crazy Little Thing Called Love
〈Crazy Little Thing Called Love〉는 영국의 록 밴드 퀸의 노래다. 1979년에 프레디 머큐리가 쓴 이 곡은 1980년 음반 《The Game》에 수록되며 1981년 이 밴드의 컴필레이션 음반 《Greatest Hits》에도 나온다. 이 노래는 1979년 영국 싱글 차트에서 2위를 차지했고 1980년 미국 빌보드 핫 100에서 4주 연속 1위를 기록했다. 이 곡은 호주 ARIA 차트에서 7주 동안 정상을 차지했다.